# Sean McMorrow
Sean McMorrow (né le 19 janvier 1982 à Vancouver, dans la province de la Colombie-Britannique au Canada) est un joueur professionnel canadien de hockey sur glace. Il possède aussi la nationalité irlandaise.

## Carrière de joueur
Joueur très robuste, il a joué entre 1998 et 2002 avec cinq équipes de la Ligue de hockey de l'Ontario.
En 2000, il est repêché en 8e ronde (258e au total) par les Sabres de Buffalo. Il n’a joué qu’une seule partie dans la Ligue nationale de hockey, c'était lors de la saison 2002-2003. Pendant quatre saisons, il joue dans la Ligue américaine de hockey avec le club-école des Sabres de Buffalo, les Americans de Rochester.
Il joue ensuite deux saisons dans la Ligue nord-américaine de hockey avec le Top Design de Saint-Hyacinthe où il continue son travail de policier. Il récolte un impressionnant total de 527 minutes de punition lors de la saison 2007-2008 en seulement 48 parties. Il rajoute à ce total, 138 minutes en 20 parties lors des séries éliminatoires.
En 2008-2009, il retourne une saison dans la Ligue américaine de hockey, avec les IceHogs de Rockford.
En 2009-2010, il s'en va en Irlande du Nord avec les Belfast Giants de l'EIHL.
Il commence la saison 2010-2011 en Écosse, avec un autre club de cette ligue, les Dundee Stars, mais le 18 novembre, il revient au Canada, alors qu'il se joint au Marquis de Saguenay de la Ligue nord-américaine de hockey.
En mai 2012, il est reconnu coupable de trafic de marijuana. Entre 2003 et 2005, alors qu'il jouait pour les Americans de Rochester, il a fait le trafic de drogue entre le Canada et les États-Unis. Il purge alors une peine de deux ans de prison.
En 2014, il sort de prison et retourne avec les Marquis de Jonquière.

## Statistiques
| Saison     | Équipe                        | Ligue      |    | Saison régulière | Saison régulière | Saison régulière | Saison régulière | Saison régulière |   | Séries éliminatoires | Séries éliminatoires | Séries éliminatoires | Séries éliminatoires | Séries éliminatoires |
| Saison     | Équipe                        | Ligue      | PJ | B                | A                | Pts              | Pun              | PJ               | B | A                    | Pts                  | Pun                  |                      |                      |
| 1998-1999  | Panthers de Pickering         | OPJHL      | 35 | 2                | 10               | 12               | 175              | -                | - | -                    | -                    | -                    |                      |                      |
| 1999-2000  | Sting de Sarnia               | LHO        | 31 | 0                | 1                | 1                | 75               | -                | - | -                    | -                    | -                    |                      |                      |
| 1999-2000  | Rangers de Kitchener          | LHO        | 31 | 0                | 1                | 1                | 67               | 4                | 0 | 0                    | 0                    | 12                   |                      |                      |
| 2000-2001  | IceDogs de Mississauga        | LHO        | 13 | 0                | 0                | 0                | 34               | -                | - | -                    | -                    | -                    |                      |                      |
| 2000-2001  | Frontenacs de Kingston        | LHO        | 7  | 0                | 1                | 1                | 22               | -                | - | -                    | -                    | -                    |                      |                      |
| 2000-2001  | Knights de London             | LHO        | 29 | 0                | 3                | 3                | 75               | 5                | 0 | 0                    | 0                    | 0                    |                      |                      |
| 2001-2002  | Knights de London             | LHO        | 38 | 0                | 1                | 1                | 107              | -                | - | -                    | -                    | -                    |                      |                      |
| 2001-2002  | Generals d'Oshawa             | LHO        | 27 | 6                | 1                | 7                | 63               | 5                | 1 | 0                    | 1                    | 12                   |                      |                      |
| 2002-2003  | Americans de Rochester        | LAH        | 64 | 0                | 1                | 1                | 315              | 3                | 0 | 0                    | 0                    | 17                   |                      |                      |
| 2002-2003  | Sabres de Buffalo             | LNH        | 1  | 0                | 0                | 0                | 0                | -                | - | -                    | -                    | -                    |                      |                      |
| 2003-2004  | Americans de Rochester        | LAH        | 57 | 0                | 0                | 0                | 287              | 14               | 1 | 0                    | 1                    | 15                   |                      |                      |
| 2004-2005  | Americans de Rochester        | LAH        | 59 | 3                | 3                | 6                | 288              | 4                | 0 | 0                    | 0                    | 16                   |                      |                      |
| 2005-2006  | Americans de Rochester        | LAH        | 40 | 1                | 1                | 2                | 130              | -                | - | -                    | -                    | -                    |                      |                      |
| 2006-2007  | Top Design de Saint-Hyacinthe | LNAH       | 20 | 1                | 1                | 2                | 166              | 5                | 0 | 1                    | 1                    | 23                   |                      |                      |
| 2007-2008  | Top Design de Saint-Hyacinthe | LNAH       | 48 | 1                | 4                | 5                | 527              | 20               | 0 | 0                    | 0                    | 138                  |                      |                      |
| 2008-2009  | IceHogs de Rockford           | LAH        | 25 | 0                | 0                | 0                | 141              | -                | - | -                    | -                    | -                    |                      |                      |
| 2009-2010  | Belfast Giants                | EIHL       | 48 | 2                | 4                | 6                | 310              | -                | - | -                    | -                    | -                    |                      |                      |
| 2010-2011  | Dundee Stars                  | EIHL       | 13 | 0                | 0                | 0                | 70               | -                | - | -                    | -                    | -                    |                      |                      |
| 2010-2011  | Marquis de Saguenay           | LNAH       | 20 | 0                | 0                | 0                | 131              | 4                | 0 | 0                    | 0                    | 20                   |                      |                      |
| 2011-2012  | Marquis de Saguenay           | LNAH       | 39 | 6                | 3                | 9                | 325              | 6                | 0 | 0                    | 0                    | 22                   |                      |                      |
| 2014-2015  | Marquis de Jonquière          | LNAH       | 38 | 1                | 1                | 2                | 252              | 9                | 1 | 0                    | 1                    | 64                   |                      |                      |
| 2015-2016  | Marquis de Jonquière          | LNAH       | 39 | 0                | 0                | 0                | 226              | 5                | 0 | 1                    | 1                    | 30                   |                      |                      |
| 2019-2020  | Marquis de Jonquière          | LNAH       | 10 | 0                | 0                | 0                | 48               | -                | - | -                    | -                    | -                    |                      |                      |
| Totaux LNH | Totaux LNH                    | Totaux LNH | 1  | 0                | 0                | 0                | 0                | -                | - | -                    | -                    | -                    |                      |                      |